# Іст-Бруклін (Іллінойс)
Іст-Бруклін (англ. East Brooklyn) — селище (англ. village) в США, в окрузі Ґранді штату Іллінойс. Населення — 80 осіб (2020).

## Географія
Іст-Бруклін розташований за координатами 41°10′22″ пн. ш. 88°15′56″ зх. д. / 41.17278° пн. ш. 88.26556° зх. д. (41.172687, -88.265426).  За даними Бюро перепису населення США в 2010 році селище мало площу 0,14 км², з яких 0,14 км² — суходіл та 0,00 км² — водойми.

## Демографія
Згідно з переписом 2010 року, у селищі мешкало 106 осіб у 41 домогосподарстві у складі 29 родин. Густота населення становила 746 осіб/км².  Було 44 помешкання (310/км²).
Расовий склад населення:
| - 100,0 % — білих |

До двох чи більше рас належало 0,0 %. Частка іспаномовних становила 3,8 % від усіх жителів.
За віковим діапазоном населення розподілялося таким чином: 19,8 % — особи молодші 18 років, 65,1 % — особи у віці 18—64 років, 15,1 % — особи у віці 65 років та старші. Медіана віку мешканця становила 39,5 року. На 100 осіб жіночої статі у селищі припадало 79,7 чоловіків;  на 100 жінок у віці від 18 років та старших — 93,2 чоловіків також старших 18 років.
Середній дохід на одне домашнє господарство  становив 55 889 доларів США (медіана — 45 938), а середній дохід на одну сім'ю — 63 584 долари (медіана — 47 188). За межею бідності перебувало 5,6 % осіб, у тому числі 0,0 % дітей у віці до 18 років та 18,6 % осіб у віці 65 років та старших.
Цивільне працевлаштоване населення становило 52 особи. Основні галузі зайнятості: освіта, охорона здоров'я та соціальна допомога — 23,1 %, мистецтво, розваги та відпочинок — 19,2 %, науковці, спеціалісти, менеджери — 17,3 %.